# Рајко Трбовић
Рајко Трбовић (Дрежница, 1921 — Модруш-Главица, 12. август 1942), учесник Народноослободилачке борбе и народни херој Југославије.

## Биографија
Рођен је 1921. године у Дрежници код Огулина, у сиромашној сељачкој породици. Остао је без родитеља још у предшколском добу. После завршетка основне школе у Дрежници, похађао је подофицирску школу у морнарици Југословенске војске и ту се оспособио за механичарске послове. После окупације Југославије 1941, вратио се у родно село.
Августа 1941. године, ступио је у Томићки партизански логор. Крајем 1941, постао је члан Комунистичке партије Југославије. У батаљону „Марко Трбовић“, био је постављен за водника, а почетком 1942. и за командира чете. С четом је учествовао у више борби од којих су неке биле код Језерана, Турковића, Беговог Раздоља и у борбама за ослобођење Модруша.
Према одлуци Главног штаба НОПО Хрватске, јединице Пете оперативне зоне и Прва ударна бригада Хрватске требало је да истовремено нападну неколико непријатељских упоришта попут Прокика, Бриња, Крижпоља, Језерана и Модруша и да тако повежу ослобођена подручја Кордуна, Лике и Горског котара. Рајко Трбовић је добио задатак да са својом четом, која је била у саставу Првог приморско-горанског одреда, нападне и уништи непријатељско упориште на Модруш-Главици. Усташко-домобранска посада се тамо била утврдила у рушевинама напуштеног франкопанског града. Борбе су трајале цео дан, јер је Модруш-Главица била тешко приступачна. Рајко је 12. августа 1942. године погинуо у последњем јуришу своје чете, погођен непријатељским метком. Чета је исти дан успела да заузме врх и порази непријатеља.
Указом Президијума Народне скупштине Федеративне Народне Републике Југославије, 20. децембра 1951. године, проглашен је за народног хероја.